# Bionectria verrucispora
Bionectria verrucispora är en svampart som beskrevs av Schroers & Samuels 2001. Bionectria verrucispora ingår i släktet Bionectria och familjen Bionectriaceae.   Inga underarter finns listade i Catalogue of Life.